# Jugoslavenski olimpijski odbor
Jugoslavenski olimpijski odbor (JOO) osnovan je 14. prosinca 1919. godine u Zagrebu, u Gundulićevoj 29 kao prvo športsko društvo Kraljevine Srba, Hrvata i Slovenaca u čijem su sastavu djelovale različite športske sekcije, odnosni savezi za pojedine športske grane.

## Osnivačka skupština
JOO je osnovan na inicijativu Franje Bučara i Hrvatskog športskog saveza. Na osnivačkoj sjednici zaključeno je da sve sekcije Hrvatskog športskog saveza proširuju svoj djelokrug rada na čitav teritorij novonastale Kraljevine SHS i proglašavaju se jugoslavenskim savezima za pojedine športove. U Jugoslavenski olimpijski odbor izabrani su Franjo Bučar (predsjednik), Svetomir Đukić i Ciril Žižek (podpredsjednici), Ferdinand Budicki i Željko Berger (blagajnici), Pavao Kauders (zapisničar) i Vladimir Očić (arhivar). Za odbornike su izabrani: Bogumil Doležal (Split), Pavao Berce, Joso Gorec, Stanko Bloudek (svi iz Ljubljane), Milan Dečak, Franjo Halla, Stjepan Krsnik, Ivo Lipovšćak, Milan Meniga, Laza Popović, Josip Reberski, Ivo Spevec, Ivo Stražnicki, Fran Šuklje, Lujo Thaller, Veljko Ugrinić (svi iz Zagreba), Fedor Lukač (Mostar), Đuro Subotić, Miloš Vidaković, Branko Popović (svi iz Beograda).

## Početak rada
Međunarodni olimpijski odbor (MOO) je odmah priznao JOO jer ga je smatrao kao nasljednika Srpskoga olimpijskoga kluba, osnovanog 1910. godine. Početak rada JOO-a je bio težak jer se nije moglo udovoljiti svim predstavnicima naroda tako različite političke, ekonomske, vjerske i športske tradicije u Kraljevini SHS. Nesuglasice i nedjelotvornost bile su osnovne značajke rada JOO-a. Prema usvojenim pravilima, izvršni organ JOO-a trebao je biti Jugoslavenski centralni športski savez čija bi zadaća bila usmjeravati i koordinirati rad športskih i tjelovježbenih organizacija. U cilju njegovog osnivanja trebalo je proširiti djelokrug rada sekcija Hrvatskog športskog saveza na cijeli teritorij Kraljevine SHS. Najbrži u tome su bili nogometaši koji su u Zagrebu osnovali Jugoslavenski nogometni savez. U većim gradovima, Splitu i Osijeku, osnovani su mjesni olimpijski pododbori koji su također širili olimpizam.

## Premještanje sjedišta
Nezadovoljni radom JOO hrvatski športski djelatnici 1926. godine u Zagrebu osnivaju Međusavezni olimpijski odbor (MESAVOD) koji je vodio brigu o prikupljanju financijskih sredstava za nastup na Olimpijskim igrama. Destruktivno djelovanje srpskih odbornika u JOO-u predvođenih članom MOO-a Svetomirom Đukićem dovelo je 1927. godine do premještanja sjedišta JOO-a iz Zagreba u Beograd, te promjenu naziva u Jugoslovenski olimpijski komitet (JOK). Za novog predsjednika je izabran general Dušan Stefanović. Djelatnost JOK-a u Beogradu je posve zamrla, te je 1932. godine JOO ponovno vraćen u Zagreb, a za predsjednika je izabran Stevan Hadži.

## Prestanak rada
Stvaranjem Banovine Hrvatske 1939. godine došlo je do osnutka Hrvatske športske sloge, središnjeg športskog saveza. Osnivaju se hrvatski športski savezi koji više nisu u članstvu Jugoslavenskog olimpijskog odbora, čije djelovanje time praktično prestaje.

## Osnivanje JOK-a
U cilju uključivanja u međunarodni športski pokret nakon Drugog svjetskog rata, 5. kolovoza 1947. godine na izvanrednom Savjetovanju Fiskulturnog saveza Jugoslavije (FISAJ) u Beogradu osnovan je Jugoslavenski olimpijski komitet (JOK). Za predsjednika je izabran Stanko Bloudek, a za tajnika Miroslav Kreačić. Hrvatski olimpijci su tako nastupali pod jugoslavenskom zastavom sve do uspostave suverene hrvatske države i osnivanja Hrvatskog olimpijskog odbora 1991. godine.